# カミナリ (お笑いコンビ)
カミナリは、グレープカンパニー所属のお笑いコンビ。2011年4月結成。共に茨城県鉾田市出身。M-1グランプリ2016・2017ファイナリスト。

## 概説
茨城県鉾田市（旧・鹿島郡旭村）出身の幼馴染同士によるコンビ。
漫才とコントを共に行う。漫才は「ねぇねぇ、たくみくん」「どうしたの、まなぶくん」から始まる茨城弁の掛け合いで、まなぶの言った台詞のおかしさにちょっと間をおいて気付いたたくみが「おめえそういえば、〇〇だな!」などと大声でツッコみながら、まなぶの頭を激しく叩く「どつきツッコミ」「どつき漫才」などと称されるネタを演じる。
2022年5月より漫才協会に入会し、同協会の浅草東洋館定席公演にも出演することとなった。

## メンバー
竹内 まなぶ（本名:竹内 学〈たけうち まなぶ〉1988年〈昭和63年〉9月16日 - ）（36歳）
ボケ担当、立ち位置は向かって左。
鉾田市立旭中学校から茨城県立緑岡高等学校を経て、早稲田大学政治経済学部経済学科中退（2009年4月入学、2015年9月中退）。最初の進学先は近畿地方に位置する大学を志望していたが、たくみから「関西行ったら一緒に組めなくなるだろ」と止められた。実家は鮮魚店「スーパータケウチ」（現在は閉店）。
血液型O型。身長175cm、体重77kg。
地元のJリーグチーム鹿島アントラーズのファンで趣味はアントラーズを応援すること。
特技は「利きツッコミ」（相方を含めた何人かに後ろから頭を叩かれても相方のツッコミを当てられる）、魚捌き。
学生時代はサッカー部。補欠だったが試合が同点の時に残り時間5分で出場し、Vゴールを決めた経験が3 - 4回あった。
思春期の頃は本人曰くリズム感が全く無く、中学時代に体育の授業でクラスメイトの足を引っ張ったことがあり、体育の評定もかなり低く、コンプレックスだった。
早大ではサークル活動に没頭しバーベキューばかりしていたので、6年間で40数単位しか取得できなかった。
恋愛禁止の男女混合サークルへ所属して楽しく過ごしていたが、卒業パーティーで皆がカミングアウトしだして結局まなぶ以外全員が恋愛をしていた。
中学時代の髪型は天然パーマであり、それを友達にイジられて悩んだ。17歳の頃に天然パーマを隠すため丸刈りにした。後にこの丸刈りについて「（今にしてみれば）叩いた時にいい音が出るので、カミナリの漫才としては必要な条件だった」としている。
髪を少し伸ばしていた26歳の時、初めて彼女ができたが半年ほどで別れた。
小学生の時に学校の動物小屋の掃除係をしていたが、動物を逃がしてしまい先生からこっぴどく叱られた。
2020年12月17日放送のトークバラエティ番組『ダウンタウンDX』（読売テレビ）にコンビでゲスト出演、番組内で一般女性との結婚を発表。この時は結婚相手については非公開であったが、2022年9月、結婚相手が元AKB48の成瀬理沙であることが、同期の藤江れいなが自身のInstagramに披露宴の様子を投稿した事で判明した。
お笑い第七世代として括られるのを極端に嫌がっている。「（M-1で先行された）霜降り明星が作った言葉だから」「第七世代として仕事が来たとして、それが何年続くのか」などと警戒心を顕わにしている。
石田 たくみ（本名:石田 拓海〈いしだ たくみ〉1988年〈昭和63年〉7月6日 - ）（37歳）
ツッコミ担当、立ち位置は向かって右。
鉾田市立旭中学校から茨城県立鉾田第一高等学校を経て、帝京大学文学部教育学科卒業。中学高校第一種教員免許（英語）の資格を持つ。実家はメロン栽培の山一ファームを営む。
血液型B型。身長158cm、体重55kg。
趣味は映画鑑賞、酒、家族旅行。
特技はバスケットボールで、中学時代は全国大会へ出場した経験を持つ。この時の関東大会には後のバスケットボール日本代表となる篠山竜青が横浜市立旭中学校で出場しており2人とも奇しくも同じ名前の旭中学校だった。篠山は残念ながらベスト4に入れず関東大会で敗退してしまったが、たくみは激弱ブロックだったらしくなんとかベスト4に入り全国大会に出場出来た。たくみはチームの中心選手ではなかった為に女子生徒からモテていた訳ではなく、会場に試合を見に来るコアな大人に「このチームはガード（たくみ）が良い仕事をしている。」と定評があり人気があった。その噂が広まり他の中学がたくみを徹底的にマークするよう対策したが、試合結果は変わらなかった。
小学生の時から友達などを笑わせるのが好きで祖父からは「おめえは面白えから吉本行け」とよく言われ、たくみ本人も「これで飯が食えて行けたら」と思っていた。
デビュー当初は自信過剰になって「一番面白いんだから、あっという間に売れるだろう」と勘違いしていた時期もあった。その時はスベリまくっていた頃だったが「お客さんが悪い」と、本人曰く“とんでもない考え”を持っていたこともあった。
原宿のスニーカーショップでアルバイトをしていた時に女性から一目惚れされた。その噂がたくみの耳に入り進展、その女性は後にたくみの妻となった。アルバイトしていた時にアントニー（マテンロウ）の接客をしたことがある。スニーカー関係でのアルバイト経験や大のスニーカー好きであることから、テレビや雑誌などで「スニーカー芸人」と称されることも頻繁にあった。自分に合ったものを厳選し購入していることから持っているスニーカーの数は20足前後で、「マニアからしたら少ない」と話している。
2014年4月に結婚、同年10月に娘が生まれている。2018年時点では2児の父。
コンビを結成したばかりの頃、髪型はアフロヘアーにしていた。周りからなめられたくなかったためにしていたがそれが逆に威嚇し過ぎたことから、現在の七三分けに変えている。

## 来歴
先述の通り2人とも茨城県鉾田市の出身で、幼馴染。実家同士も近所で、保育園と中学校が同じで遠縁の親戚でもある。小学生の頃からたくみは話芸で、まなぶは顔芸で周りを笑わせていたことがあった。高校2年生の頃にたくみがまなぶをお笑いに誘いたくみの大学卒業直前、各事務所へネタ見せに行く際にコンビ結成。養成所には行きたくなかったため直接ネタ見せに行ったとのことで、応募書類を持って最初はタイタンへ行ったものの書類を手渡しできず、まず投函するように言われてポストへ入れたが返事は一向に来ず、続いて行ったグレープカンパニーでは書類の手渡しができて、合格し所属もできた。グレープカンパニーを選んだのはサンドウィッチマンに憧れていたのもあった。
最初、コンビ名はたくみがヒップホップユニットのBUDDHA BRANDが好きで、そこから「ブッダ」と名付けたが、約半年後に作家から「ブッダだと宗教色が強くて困る」と言われて改名を促され、新しいコンビ名の命名をまなぶの母に委ねて現在の「カミナリ」と名付けられた。
2016年、M-1グランプリ2016で初の決勝進出。続く2017年大会でも決勝進出を果たしたが、この年の結果や審査員の上沼恵美子からのコメントが尾を引き、以後のエントリーに関してはコンビ内で温度差が生じており、参加と不参加を繰り返している。2019年の敗者復活戦ではトップバッターを務めた。

## 芸風
ネタ作りは2人で行っている。最初は主にコントを演じていたが2015年のM-1グランプリ復活をきっかけに漫才も行い始め、これがウケたことで漫才を主流にシフトしていった。当初はマネージャーからもらったサンドウィッチマンのネタの台本を手本として、これを真似るために標準語を用いたが台詞に感情がこもっていなかったことに気付き、普段お互いが会話するスタイルに変えた。事務所の先輩である永野にも「地元の友達が笑うようなネタを作ればいい」や「茨城訛りを隠さずに、出せ」とアドバイスを受けるなど、教えられたことが多かった。茨城弁で喋りを展開し、「どつきツッコミ」が特徴とするものが多い。どつきツッコミを始めたきっかけは2014年に地元・茨城で行った単独ライブでウケない状態が続き、これに痺れを切らしたたくみが漫才中にまなぶがずっとアゴを出していたのを見て「そういえばアゴ出てんなぁ!」とツッコみながらまなぶの頭を思い切り叩いた所、大ウケしたことで以後続けている。まなぶによると叩かれている部分の頭の反対側の生え際がちょっと禿げてきた。
このツッコミのスタイルから「どつき漫才」と称されるが多いが、本人たちは「リボルバー漫才」と呼んでいる。これは他の漫才師が多くの笑いどころをネタに組み込むのに対し、カミナリの場合それが6発程度しかないためである。これは「ワードチョイスと自分の自信」があるからこそ為せる業だと自己分析している。当初はツッコミのフレーズを言いながらどつきをしていたためテンポが速かった。しかし「パンッ!」と頭を叩く音とツッコミの言葉が被ってしまい、「結局なにを言ってるのか分からなかった」とライブのアンケートで書かれたことで「叩いたあとにツッコミを入れたら聞こえるんじゃない?」と両者で話し合い、2015年頃に今のスタイルになった。その結果、1ネタあたりのボケ数が少なくなっていった。
バラエティ番組においては相当自信がある時、叩いてからタメをおいてツッコむが軽くまなぶにツッコミを入れるときは同時にいく。これは「M-1の決勝での上沼さんの指摘の影響（後述）があるかもしれない」とたくみは語っている。お笑い番組『エンタの神様』（日本テレビ）への出演時はどつきを使わず、代わりに「馬鹿この!」と叫ぶ手法をとっている。
コンビを結成して間もない頃、どちらがボケ・ツッコミを担当するか決めようとしたところ2人ともボケ志望だった。じゃんけんをして勝ったまなぶが希望通りボケ、負けたたくみがツッコミになった。
まなぶが平泉成のモノマネをして「お前の話はつまらん」とつぶやくネタがあるが、このセリフは大滝秀治のものである。たくみもそれに関してはツッコまない。

## その他
- 同じ事務所の先輩であるサンドウィッチマンもカミナリを気に入っている所がある[6]。
- 同じく東関東方言の漫才を展開する栃木県出身のU字工事と共演する機会が多い。差異を設けるためあえて地元ネタを盛り込まない方針としている[36]。
- 2人とも猫を飼っており、大の猫好きである。

## 出囃子
- ギターウルフ「カミナリワン」

## 賞レース成績・受賞歴など

### M-1グランプリ
| 年     | 結果         | エントリーNo. | 決勝戦キャッチコピー | 備考                                                 |
| ------ | ------------ | ------------- | -------------------- | ---------------------------------------------------- |
| 2015年 | 2回戦敗退    | 355           |                      |                                                      |
| 2016年 | 決勝7位      | 73            | ダークホース         | 3回戦未経験のコンビが決勝進出したのは笑い飯以来2組目 |
| 2017年 | 決勝9位      | 3642          | 進化のどつき漫才     |                                                      |
| 2018年 | 不参加       |               |                      |                                                      |
| 2019年 | 準決勝敗退   | 2543          |                      | 予選16位、敗者復活戦6位                              |
| 2020年 | 不参加       |               |                      |                                                      |
| 2021年 | 準々決勝敗退 | 3916          |                      |                                                      |
| 2022年 | 準々決勝敗退 | 5145          |                      |                                                      |
| 2023年 | 不参加       |               |                      |                                                      |
| 2024年 | 不参加       |               |                      |                                                      |

### その他
- 2016年 登猿門 年間王者[2]
- 2017年 歌ネタ王決定戦 決勝4位

## 出演

### テレビ

#### 現在のレギュラー番組
- カミナリのチャリ旅![39]（シーズン8）（2017年7月 - 、とちぎテレビ）- 初冠番組
- ゲームズ・ボンド（2018年3月16日 - 不定期放送、テレビ朝日）[40][41]
- カミナリの「たくみにまなぶ」〜そういえば茨城ばっかだな〜 → いばらき推し（2018年4月6日 - 2021年3月26日・2021年4月2日 - 、テレビ朝日） - 茨城県のインフォマーシャル（『じゅん散歩』金曜日終盤にて放送）[42][43]
- カミナリが行く!宮城（秘）グルメドライブ（第14弾[44]）（2020年3月28日[45] - 、東日本放送） - 冠特番
- ねこのめ美じゅつかん[46]（2021年3月15日 - 、NHK教育）- 声
- 喫茶ソルセオ（2021年4月2日 - 、中京テレビ）- たくみ:店長、まなぶ:常連客[47]
- シネマBAR（2021年4月19日 - 、中京テレビ）- たくみ:常連客、まなぶ:マスター[47]
- デカ盛りハンター（2020年4月3日 - 2023年10月1日、2024年4月5日 - 、テレビ東京）- 週替わりMC
- カミング（2024年10月4日 - 、中京テレビ）- MC [48]

#### 特別番組
- オールスター後夜祭（2018年10月7日[49]、2024年4月6日、TBSテレビ）

#### 過去のレギュラー番組
- PON!（2017年4月 - 2018年9月、日本テレビ）- 月曜芸人リポーター[50]
- 新しい波24（2017年4月 - 9月、フジテレビ）
- 4コマコント 起笑転結（日本テレビ）- 不定期レギュラー出演
- ミライ☆モンスター→ライオンのミライ☆モンスター（2018年4月[注 1] - 2024年6月30日、フジテレビ）- ミライ☆モンスター紹介人として準レギュラー ※たくみのみ
- おはスタ（2019年4月11日 - 2024年3月21日、テレビ東京）- 木曜レギュラー[51]
- カミナリのトーク番組 カミナリ/10(ジュウブンノカミナリ)（2020年4月 - 、テレ朝チャンネル1）[52] - 全10回
- ヨルヤン（2020年1月14日 - 2021年1月11日、テレビ東京）- MC
- 今日からやる会議（2020年1月18日 - 2021年9月26日、テレビ東京）- さらば青春の光と共にメインキャスト
- お笑い合戦 独眼竜カミナリ（2021年7月4日 - 2022年7月2日、東日本放送）- MC[53]
- 激闘！ラップ甲子園への道　(2021年10月7日 - 2025年3月25日、TOKYO MX)[54][55]
- 趣味の園芸 やさいの時間 (2022年4月10日 - 2025年3月23日、NHK Eテレ) - 毎月第二日曜日に出演

#### ゲスト出演など
- 学生才能発掘バラエティ 学生HEROES!（2015年2月12日、テレビ朝日）
- お願い!ランキング（2016年5月26日、テレビ朝日）
- ぐるぐるナインティナイン（日本テレビ）
  - 2016年7月28日：「2016年後半戦 夏のおもしろ荘SP」（あのニュースで得する人損する人との2時間合体SPで放送）
  - 2016年10月6日：「ぐるナイおもしろ荘 特別編!年明け開催決定記念SP」
  - 2017年1月1日：「おもしろ荘」
- シューイチ（2016年8月21日、日本テレビ） - 「SHOWBIZ・ブレイクちょい前芸人」コーナー出演
- 東京オーディション(仮)（2016年10月17日、TOKYO MX）
- ナカイの窓（2016年11月2日、日本テレビ）
- 徹子×さまぁ〜ずの爆笑芸賓館（2016年11月20日、テレビ朝日）
- ものまねグランプリ（2017年5月16日・9月26日、日本テレビ）
- 芸人先生（2017年7月2日・9日、NHK Eテレ）
- JOYのASOBU-TV JOYnt!（2017年7月5日・12日、群馬テレビ）
- ダウンタウンDX（2017年7月27日、読売テレビ）
- とんねるずのみなさんのおかげでした（2017年11月9日・12月14日、フジテレビ）
- ダウンタウンなう（2018年2月23日、フジテレビ）
- bot（2018年2月28日・3月7日、フジテレビ） - MC[56]
- 志村けんのだいじょうぶだぁ（2018年4月18日、フジテレビ）
- 潜在能力テスト（フジテレビ） - 複数回出演
- 有吉の壁（2021年9月15日 - 、日本テレビ） - 不定期出演
- 太田上田（2022年6月15日、中京テレビ）
- ゴッドタン（2023年5月7日、テレビ東京）

### テレビドラマ
- ブラックリベンジ（2017年10月5日 ‐ 12月8日、読売テレビ・日本テレビ） - まなぶ：田村雄大 役、たくみ：岡島まこと 役
- トクサツガガガ（2019年1月18日 - 3月1日、NHK総合テレビ） - まなぶ：任侠さん（松本昌明） 役、たくみ：警官（第3話）、カラオケ店バイトリーダー窪田（第1話〈ただしこの時点で店員としてではあるが、ほぼ後ろ姿のみ出演で役名無しでのクレジット〉、第4話） 役
- ラッパーに噛まれたらラッパーになるドラマ 前編（2019年7月12日、テレビ朝日） - まなぶ：スーパーの試食係
- ペンション・恋は桃色（2020年1月17日 - 2月14日、フジテレビ） - たくみのみ
- おばけずかん（2020年4月15日・5月6日、テレビ東京） - まなぶ：まなぶ校長先生 役、たくみ：たくみ先生 役
- 行列のできる法律相談所「TEAM NACS事件簿」（2021年4月25日、日本テレビ） - まなぶ：音尾琢真  役[57]
- 大河ドラマ 鎌倉殿の13人 第7回（2022年2月20日、NHK総合テレビ・NHK BSプレミアム） - まなぶ：権三 役
- 新空港占拠（2024年1月13日 - 3月16日、日本テレビ） - まなぶ：馬 / 堀江海斗 役[58]

### ウェブドラマ
- 株式会社グレーゾーン・エージェンシー 第1話（2020年3月23日、YouTube Originals） - ザ・Mブラザーズ 役

### ウェブテレビ
- BQM（AbemaTV）
- あの企画、ちょっとお借りします（2017年3月7日 - 3月28日、AbemaTVスペシャル） - 全4回[59]
- カミナリの木曜The NIGHT（2017年9月15日 - 29日、AbemaTV）[60]
- 僕たち…つきあってます!（2018年4月11日 - 5月23日[61]・2019年1月14日 - 3月26日[62]、AbemaTV）
- スピードワゴンの月曜The NIGHT（2019年8月13日[63]、AbemaTV）
- MUSIC BOMB（2019年11月3日 - 2021年12月19日、AbemaTV） - MC[64][65]
- ゴッドタン セクシー女優愛確かめ選手権（2022年3月12日[66]・9月17日、Paravi） - MC

### ラジオ
- カミナリのお笑いSUNDAY（楽天FM World Famous Pirate Radio、毎週日曜日23:00） ※放送終了
- マイナビ Laughter Night（2016年5月21日、TBSラジオ） ※2016年5月の月間チャンピオン
- 大竹まこと ゴールデンラジオ!（文化放送） - 木曜日レポーター（2021年3月25日の放送を以て卒業[67]）
- カミナリのオールナイトニッポンR（2017年5月6日、ニッポン放送）[68]
- ミッドナイト・ダイバーシティー〜正気のSaturday Night〜（2019年10月19日 - 、JFN） - 毎月3週目に出演[69]
- カミナリのオールナイトニッポンPODCAST（2022年6月4日、ニッポン放送 PODCAST STATION）[68]
- 芸人お試しラジオ「デドコロ」（2022年8月 - 9月、火曜会）[70]
- ふわっち presents らじおっつ（不定期出演）

### CM
- T.M.Revolution ベストアルバム「2020 -T.M.Revolution ALL TIME BEST-」（2016年） ※WEB CM[71]
- ビンゴ5（2017年）
- 茨城空港（2017年、ラジオCM）[72]
- JA全農いわて（2017年）[73]
- さとふる（2017年）[74]
- アプリゲーム「ドラゴンエッグ」ゴッドタン×ドラエグ編（2019年、Rudel）
- リブワーク（2019年 - ）

### 単独ライブ
- 第一回カミナリ凱旋単独ライブ『カミナリおこし』（2014年8月23日、鉾田市立旭公民館）- 入場無料で開催した[75]。
- 【カミナリおこし】〜東京死闘編〜（2014年12月20日、東京・新宿レフカダ）[75]
- カミナリの漫才（全6回）（2019年2月8日 - 12月7日、東京（回によって会場は変更）） - 2カ月に一度のペースで行われた[76][77]。
- 結成10周年記念 カミナリ単独ライブ「発電所」（2021年7月3日、東京・草月ホール）[78]
- カミナリ 単独ライブツアー2022 心電図（2022年8月 - 9月、東京、栃木、愛知、大阪、宮城、茨城）[79]
- カミナリの記録ライヴ（2023年3月7日、東京・ユーロライブ）
- カミナリの記録ライヴ～なんだこのライヴは!?～（2023年7月18日、東京・伝承ホール）
- カミナリの記録ライヴ2023～なんだこの1年は!?～（2023年12月26日、東京・TOKYO FMホール）
- カミナリの記録ライヴ～素晴らしきデビッド・ワイズの世界～（2024年4月13日、東京・東京国際フォーラム ホールC）
- カミナリの記録ライヴ2024 秋～石岡隊長おかえりなさい! トランプアイランドやりましょう!～（2024年10月3日、東京・LOFT9 Shibuya）
- カミナリの記録ライヴ2025 春～まだ見たことのない景色へ 日韓W杯ベスト8にリベンジ!～（2025年3月31日、東京・LOFT9 Shibuya）
- カミナリの記録ライヴ2025 夏～アタック25 完全制覇へ! ファンと一緒に「アタックチャ～ンス!」～（2025年7月23日、東京・LOFT9 Shibuya）

### 映画
- 雪子 a.k.a.（2025年1月25日） - 谷川修介 役（石田）[80][81][82]

### その他
- fripSide「final phase」Music Video